# Circondario della Schaumburg
Il circondario della Schaumburg (targa SHG) è un circondario (Landkreis) della Bassa Sassonia, in Germania.
Comprende 7 città e 31 comuni.

Il capoluogo è Stadthagen, il centro maggiore Rinteln.

## Geografia antropica
Tra parentesi i dati della popolazione al 31 dicembre 2021.

### Città
- Bückeburg (19 336)
- Obernkirchen (9 288)
- Rinteln (comune indipendente) (25 380)
- Stadthagen (22 210)

### Comuni
- Auetal (6 345)

### Comunità amministrative (Samtgemeinde)
- Samtgemeinde Eilsen, con i comuni:

1. Ahnsen (987)
2. Bad Eilsen * (2 569)
3. Buchholz (742)
4. Heeßen (1 419)
5. Luhden (1 112)

- Samtgemeinde Lindhorst, con i comuni:

1. Beckedorf (1 454)
2. Heuerßen (901)
3. Lindhorst * (4 378)
4. Lüdersfeld (1 039)

- Samtgemeinde Nenndorf, con i comuni:

1. Bad Nenndorf, (città) * (11 189)
2. Haste (2 721)
3. Hohnhorst (2 078)
4. Suthfeld (1 491)

- Samtgemeinde Niedernwöhren, con i comuni:

1. Lauenhagen (1 305)
2. Meerbeck (1 911)
3. Niedernwöhren * (2 016)
4. Nordsehl (694)
5. Pollhagen (1 066)
6. Wiedensahl, (comune mercato) (931)

- Samtgemeinde Nienstädt, con i comuni:

1. Helpsen * (1 964)
2. Hespe (2 062)
3. Nienstädt (4 472)
4. Seggebruch (1 683)

- Samtgemeinde Rodenberg, con i comuni:

1. Apelern (2 422)
2. Hülsede (1 046)
3. Lauenau, (comune mercato) (4 357)
4. Messenkamp (727)
5. Pohle (878)
6. Rodenberg, (città) * (6 502)

- Samtgemeinde Sachsenhagen, con i comuni:

1. Auhagen (1 259)
2. Hagenburg, (comune mercato) (4 570)
3. Sachsenhagen, (città) * (1 983)
4. Wölpinghausen (1 621)